# Lithobiidae
Lithobiidae (лат.) — семейство губоногих многоножек.
Около 40 родов и 1000 видов, включая хорошо известную костянку обыкновенную. Половина всех видов принадлежит к крупному роду Lithobius (около 500). Lithobiidae — это крупнейшее по числу видов семейство среди всех других многоножек, включая Diplopoda. Распространены всесветно.

## Описание
Длина тела до 50 мм. Тело состоит из головы и туловища (состоит из 19 сегментов с 15 парами ходильных ног). Суставные шипы расположены с дорсальной и вентральной стороны почти на всех парах ног (особенности их расположения — плектротаксия — имеет таксономическое значение). На внутренних краях боковые лопасти губы с вырезками. Анальные поры есть только у личиночных стадий развития. Ногочелюстной сегмент без стернита.
- Роды: Alokobius — Andebius — Anodonthobius — Archeobius — Archepolys — Archilithobius — Arebius — Arenobius — Atethobius — Australobius — Bothropolys — Chilebius — Chinobius — Dacolithobius — Delobius — Disphaerobius — Dolicodon — Ethopolys — Eulithobius — Eupolybothrus — Euporodontus — Harpolithobius — Hessebius — Juanobius — Kiberbius — Kosswigibius — Labrobius — Lithobius — Lithonannus — Lobochaetotarsus — Lophobius — Mesobothrus — Mexicobius — Mexicotarsus — Monotarsobius — Nampabius — Neolithobius — Nipponobius — Nothembius — Oabius — Oligobothrus — Oranobius — Osellaebius — Ottobius — Paitobius — Paleobius — Paobius — Parapolybothrus — Perubius — Pleurolithobius — Polybothrus — Porobius — Propolybothrus — Pseudolithobius — Pterygotergum — Schizopolybothrus — Schizotergitius — Sigibius — Sonibius — Tamulinus — Thracolithobius — Tidabius — Tigobius — Troglolithobius — Turkobius — Valesobius — Validifemur — Walesobius — Watobius — Zinapolys — Zygethopolys[3]